# Service d'intelligence de Géorgie
Le Service d'intelligence de Géorgie (SIG ; en géorgien : საქართველოს დაზვერვის სამსახური) est l'agence d'intelligence nationale de Géorgie, basée à Tbilissi. Le directeur actuel de l'agence est Levan Izoria, nommé en 2019.
Au sein du gouvernement géorgien, le SIG est directement soumis au Premier Ministre et est chargé de fournir une évaluation des renseignements sur la sécurité nationale et d'effectuer des tâches de contre-espionnage à l'étranger.

## Histoire
Après la déclaration d'indépendance du pays en 1991, la Géorgie forme sa propre agence de renseignement, le Service d'information et de renseignement (SIR, საინფორმაციო – სადაზვერვო სამსახური), sur la base du Comité pour la sécurité de l'État de l'ère soviétique. Le KGB géorgien était remarquable en ce qu'il était considéré comme l'une des branches soviétiques régionales les plus efficaces du KGB, sous le commandement d'Alexi Inaouri et de Guivi Gumbaridze pendant la majeure partie de son existence,. De 1993 à 1997, le SIR fonctionne en tant que direction générale du renseignement étranger du Ministère de la sécurité de l'État.
Le 19 septembre 1997, l'agence est transformée en un service de renseignement d'État indépendant, avec deux divisions régionales pour l'Adjarie et l'Abkhazie. Dépendant brièvement du Ministère de la sécurité de l'État de 2004 à 2005, l'agence est de nouveau rendue indépendante en tant que Service spécial des renseignements étrangers (საგარეო დაზვერვის სპეციალური სამსახური) le 24 janvier 2005. Le nom actuel (Service d'intelligence de Géorgie) est adopté conformément à la nouvelle législature du renseignement, approuvée par le Parlement de Géorgie le 27 avril 2010.

## Structure
Le SIG comprend cinq subdivisions principales. Celles-ci sont :
- la Direction analytique ;
- la Direction de l'information ;
- la Direction de la sécurité ;
- la Direction administrative ;
- le Centre de formation.

## Directeurs du Service
- septembre 1997 - février 2004 : Avtandil Iosseliani ;
- février - juin 2004 : Valeri Tchkheidzé ;
- juin - octobre 2004 : Batou Koutelia ;
- octobre 2004 - février 2008 : Anna Jvania ;
- février 2008 - décembre 2013 : Guéla Béjouachvili ;
- décembre 2013 - septembre 2019 : Davit Soudjachvili ;
- depuis septembre 2019 : Levan Izoria.